# Amenti
Dans la mythologie égyptienne, l'Amenti désigne l'occident, et comme c'est vers le couchant que l'on situait la demeure des morts, il désigna aussi celle-ci. À l'époque ptolémaïque, l'Amenti apparaît comme la demeure des justes, de ce qui est sans péché.
Néanmoins, ce fut le terme utilisé pour désigner l’enfer dans la traduction ancienne de la Bible en langage copte. Amenthès est équivalent à l'Adès des Grecs. C'est un lieu souterrain, où se rendent les âmes après la mort.
L'Amenti est aussi surnommé, le bel occident, car c'est vers le couchant du soleil que l'on situait la demeure des morts. C'est dans ce lieu où règne Osiris, que se rend l'âme du défunt après sa modification.
Pour Plutarque, « les Égyptiens avaient divers et nombreux mots équivalent à des phrases entières. Ainsi, pour désigner ce lieu souterrain dans lequel ils croient que les âmes s'en vont après la mort, ils emploient le mot Amenthès qui signifie : celui qui reçoit et qui donne. »
Les Égyptiens avaient nommé Amentha, la montagne située sur la rive Ouest du Nil, en face de Thèbes et Louxor, car pour eux, c'est là que les âmes des défunts émigrent après la mort. Amentha est « La montagne du Couchant, celle ou tous les dieux descendent. Nom donné au séjour des morts bienheureux qu'éclairent les rayons de Ré. »